# Titlisgletscher
Der Titlisgletscher (auch Galtiberggletscher genannt) ist ein kleiner Gletscher bei Engelberg in den Zentralschweizer Alpen am Titlis (3238 m ü. M.).

## Lage
Der Gletscher befindet sich vor allem an der West- und Nordflanke des Berges. Der Gletscher reicht bis auf etwa 2750 m herab. Der Gletscherrest von 1,8 km2 Eisfläche (2007) liegt hauptsächlich im Kanton Obwalden, und ein kleiner Teil in Nidwalden.
Auf dem Gletscher befinden sich zwei Bergbahnen, die Sesselbahn und der Gletscherlift des Engelberger Skigebietes. Knapp unterhalb des Gipfels, in 3041 Metern Seehöhe befindet sich Europas höchstgelegene Hängebrücke namens „TITLIS Cliff Walk“, die 100 Meter lang und nur einen Meter breit ist. Sie überspannt dabei 500 Meter Abgrund und bietet Schwindelfreien einen grandiosen Blick in die Tiefe. Ihr Besuch ist bei gutem Wetter kostenlos möglich.

## Klimaveränderung
Der Gletscher ist gravierend von der globalen Erwärmung in Mitleidenschaft gezogen. Man versucht wie auch in anderen Gletscherskigebieten, den Teil des Gletschers (etwa 0,7 km2), den man zum Winterskifahren benutzen kann, als Gletscherschutzmassnahme im Sommer mit weissen Reflektiertüchern abzudecken, um den Eisverlust zu vermindern.  Nach Vermutungen wird der Titlisgletscher in zwanzig Jahren nicht mehr existieren.

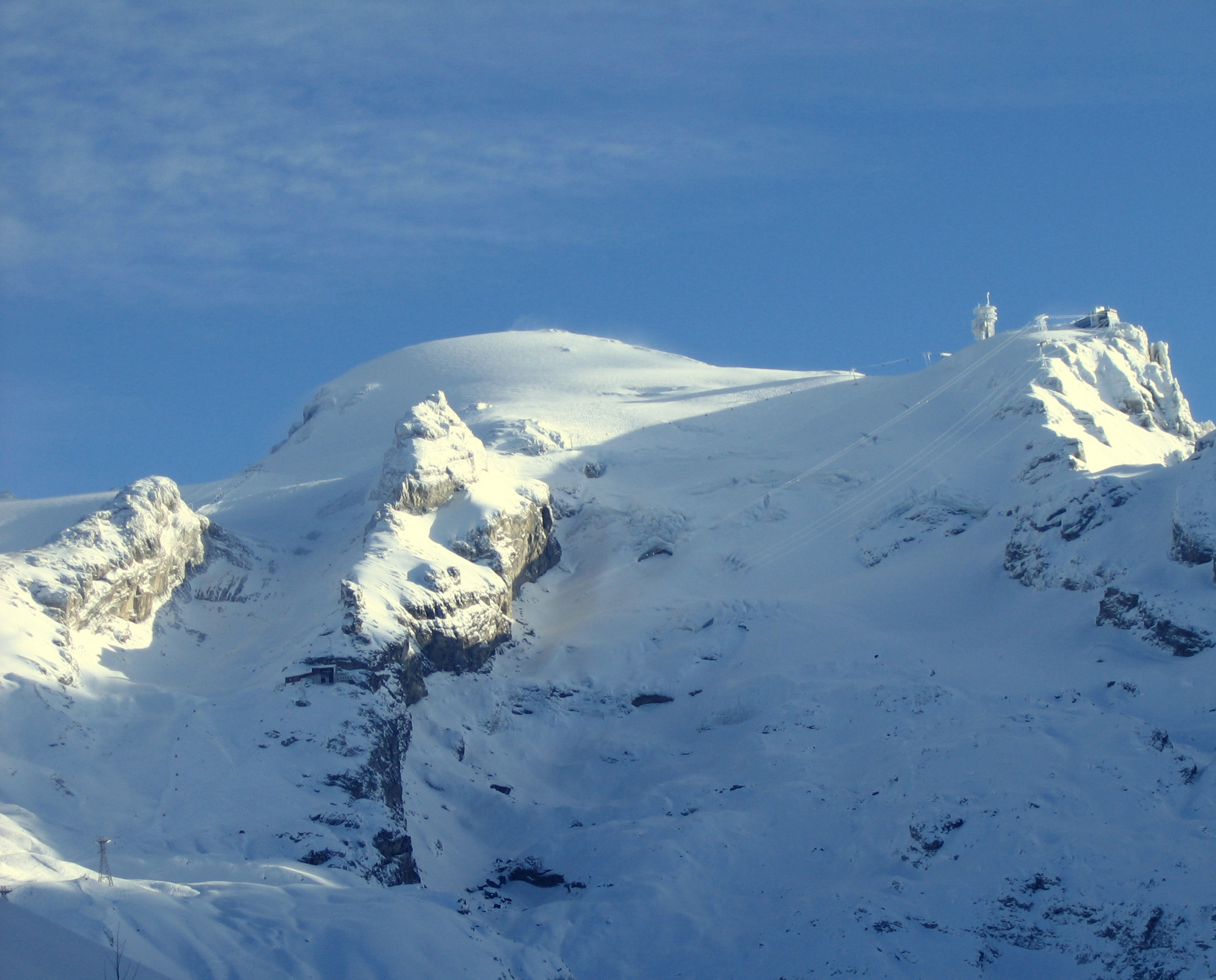
Der Titlisgletscher im Winter 2004/2005. Rechts der Klein Titlis, links im Hintergrund der Hauptgipfel, davor die Rotegg
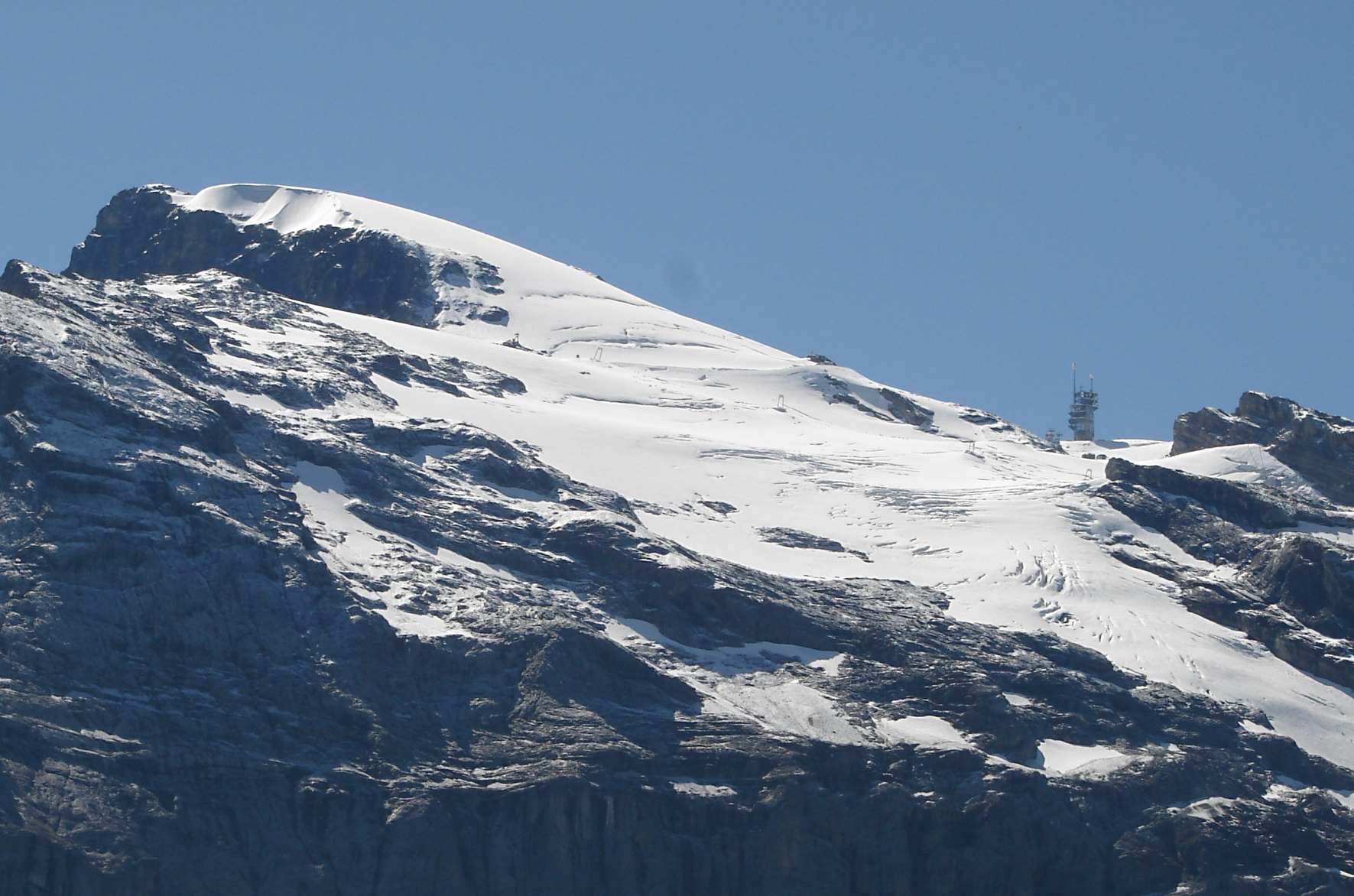
Titlisgletscher im Sommer 2008 (östlicher Teil des Gletschers)
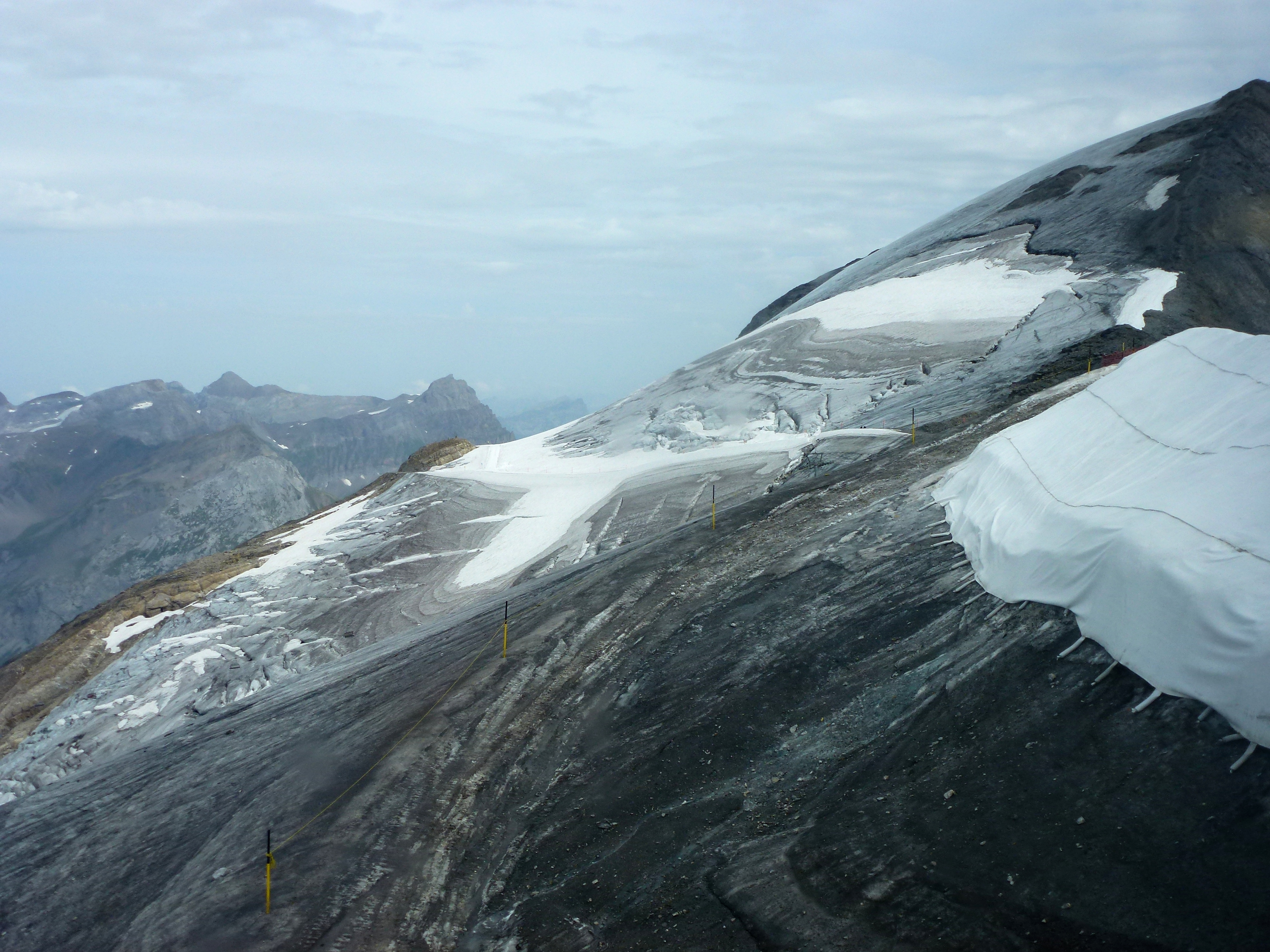
Titlisgletscher im Sommer 2012. Rechts im Bild eine reflektierende Abdeckung.